# Louis King (cestista)
Louis D'ajon King (Secaucus, 6 aprile 1999) è un cestista statunitense.

## Statistiche

### NCAA
| Anno      | Squadra      | PG | PT | MP   | TC%  | 3P%  | TL%  | RP  | AP  | PRP | SP  | PP   |
| --------- | ------------ | -- | -- | ---- | ---- | ---- | ---- | --- | --- | --- | --- | ---- |
| 2018-2019 | Oregon Ducks | 31 | 28 | 30,4 | 43,5 | 38,6 | 78,5 | 5,5 | 1,3 | 0,9 | 0,2 | 13,5 |

#### Massimi in carriera
- Massimo di punti: 22 (2 volte)[1]
- Massimo di rimbalzi: 10 (2 volte)
- Massimo di assist: 6 vs Southern California (13 gennaio 2019)
- Massimo di palle rubate: 4 vs Arizona (2 marzo 2019)
- Massimo di stoppate: 2 vs Arizona State (15 marzo 2019)
- Massimo di minuti giocati: 42 vs Arizona State (15 marzo 2019)

### NBA

#### Regular season
| Anno      | Squadra            | PG | PT | MP   | TC%  | 3P%  | TL%  | RP  | AP  | PRP | SP  | PP   |
| --------- | ------------------ | -- | -- | ---- | ---- | ---- | ---- | --- | --- | --- | --- | ---- |
| 2019-2020 | Detroit Pistons    | 10 | 0  | 6,2  | 38,1 | 36,4 | 0,0  | 1,0 | 0,5 | 0,2 | 0,0 | 2,0  |
| 2020-2021 | Sacramento Kings   | 6  | 1  | 14,2 | 50,0 | 36,4 | 100  | 3,0 | 1,5 | 1,2 | 0,5 | 7,3  |
| 2021-2022 | Sacramento Kings   | 10 | 0  | 10,4 | 31,9 | 29,6 | 70,0 | 1,2 | 0,9 | 0,2 | 0,1 | 4,5  |
| 2022-2023 | Philadelphia 76ers | 1  | 0  | 28,8 | 61,5 | 50,0 | 0,0  | 4,0 | 2,0 | 1,0 | 0,0 | 20,0 |
| Carriera  | Carriera           | 27 | 1  | 10,4 | 41,7 | 35,1 | 65,0 | 1,6 | 0,9 | 0,4 | 0,1 | 4,8  |

#### Massimi in carriera
- Massimo di punti: 27 vs Memphis Grizzlies (14 maggio 2021)[2]
- Massimo di rimbalzi: 9 vs Memphis Grizzlies (14 maggio 2021)
- Massimo di assist: 3 (5 volte)
- Massimo di palle rubate: 3 (2 volte)
- Massimo di stoppate: 2 vs Memphis Grizzlies (14 maggio 2021)
- Massimo di minuti giocati: 34 vs Memphis Grizzlies (14 maggio 2021)

## Palmarès
- McDonald's All-American Game (2018)

- NBA Summer League: 1

Sacramento Kings: 2021
- Finals MVP della NBA Summer League (2021)